# Provincia Skikda
Provincia Skikda (în arabă سكيكدة) este o unitate administrativă de gradul I (wilaya) a Algeriei. Reședința sa este orașul Skikda.